# EIB VT01
De RS 1 is een diesel treinstel van het type Regio-Shuttle, een zogenaamde lichtgewichttrein met lagevloerdeel voor het regionaal personenvervoer van de Duitse spoorwegonderneming Erfurter Bahn GmbH (EIB).

## Geschiedenis
Oorspronkelijk werd de Regio-Shuttle door Adtranz gebouwd. Toen Bombardier Adtranz overnam, mocht Bombardier de Regio-Shuttle om kartelrechterlijke redenen niet meer bouwen. De licentie kwam toen in handen van Stadler Rail. Bombardier bouwt nu de ITINO, een treinstel dat gebaseerd is op de Regio-Shuttle. Stadler Rail ontwikkelde de trein verder als Regio-Shuttle RS 1.
De Erfurter Industriebahn werd op 1 mei 1990 opgericht. De aandelen zijn voor 100% in handen van de Stadt Erfurt. In 1999 werd samen met de Hessischen Landesbahn GmbH en de Süd-Thüringen-Bahn GmbH een hoofdkantoor in Meiningen gevestigd. De naam werd op 3 maart 2007 veranderd in Erfurter Bahn GmbH (EB).
De Erfurter Industriebahn heeft op 28 oktober 2010 een bestelling bij Stadler Rail geplaatst voor 38 treinstellen. Deze treinstellen worden in de 2012 ingezet.

## Constructie en techniek
Het treinstel is opgebouwd uit een stalen frame met een frontdeel van GVK. Het treinstel heeft een lagevloerdeel. Deze treinstellen kunnen tot drie stuks gecombineerd rijden. De treinen zijn uitgerust met luchtvering. De vervolg serie treinstellen uit 2012 zijn uitgerust met Iveco motoren.

### Namen
De Erfurter Industriebahn hebben de volgende namen op de treinen geplaatst:
- VT 014: "Unterfranken-Shuttle"
- VT 302: Stadt Zeitz

## Treindiensten
De treinen worden door Erfurter Bahn ingezet op de volgende trajecten.
- Erfurter Bahn 1: Erfurt Hbf - Bad Langensalza - Mühlhausen - Leinefelde -
- Eichenberg (sinds 24 mei 1998) en verder naar Kassel-Wilhelmshöhe (sinds mei 1999, vanaf december 2006 gereduceerd)
- Erfurter Bahn 2: Gotha - Bad Langensalza (sinds mei 2000)
- Erfurter Bahn 3: Erfurt Hbf - Ilmenau (sinds 14 december 2002)

Uitbreiding dienstregeling sinds 14 december 2004:
- Erfurter Bahn 4: Meiningen - Ebenhausen - Schweinfurt Stadt
- Erfurter Bahn 5: Gemünden (Main) - Ebenhausen - Schweinfurt Stadt

### Elster Saale Bahn
De Erfurter Bahn kreeg eind augustus 2010 de aanbesteding voor het personenvervoer op de "Ostthüringer Dieselnetz". Op 10 juni 2012 werd de treindienst voor een periode van 12,5 jaar gestart op de volgende verbindingen:
- Erfurter Bahn 11|23: Erfurt – Arnstadt – Rottenbach – Saalfeld
- Erfurter Bahn 12|33: Leipzig – Zeitz – Gera – Weida – Pößneck (ob Bf) – Saalfeld
- Erfurter Bahn 13: Gera – Weida – Zeulenroda – Mehltheuer – Hof
- Erfurter Bahn 21: Weimar – Jena – Gera (RE treinen worden door Deutsche Bahn verzorgd)
- Erfurter Bahn 32: Saalfeld – Leutenberg – Wurzbach – Bad Lobenstein – Blankenstein
- Erfurter Bahn 52: Jena Saalbahnhof – Kahla – Orlamünde – Pößneck unterer Bahnhof
- Erfurter Bahn 54: Weimar – Bad Berka – Kranichfeld
- Versterkingsritten tussen Erfurt, Weimar und Apolda

De merknaam Elster Saale Bahn werd ter gelegenheid van het 100-jarige jubileum van de Erfurter Bahn bekendgemaakt.